# Бірлік (Жарминський район)
Бірлі́к (каз. Бірлік) — село у складі Жарминського району Абайської області Казахстану. Адміністративний центр та єдиний адміністративний центр Бірліцького сільського округу.
Населення — 811 осіб (2021; 708 у 2009, 1014 у 1999, 1034 у 1989).
Національний склад станом на 1989 рік:
- казахи — 74 %

До 1993 року село називалося Вознесеновка.